# Tetraspanine
Le tetraspanine sono una famiglia di proteine di membrana presenti in tutti gli eucarioti pluricellulari. Sono anche denominate proteine TM4SF (transmembrane 4 superfamily) poiché possiedono:
- quattro domini transmembrana;
- sequenze N-terminali e C-terminali intracellulari;
- due domini extracellulari di cui: 
  - uno più corto(denominato SED/SEL o EC1 (small extracellular domain or loop);
  - uno più lungo, tipicamente della grandezza di 100 residui aminoacidici (the large extracellular domain/loop, LED/LEL o EC2).

Sebbene diverse proteine abbiano quattro domini transmembrana, le tetraspanine sono definite in questo modo a causa dei loro domini conservati descritti nel Protein Families database sotto coordinata pfam00335.12. Le caratteristiche chiave di questa famiglia di proteine risiedono nella presenza di:
- 4 o più residui di cisteina nel dominio EC2;
- 2 cisteine in un motivo "CCG" altamente conservato.

Le ricerche nel campo della proteomica sono relativamente recenti (meno di 20 anni fa) e pertanto c'è ancora molto da scoprire sulla funzione di tetraspanine specifiche. Generalmente, si afferma che le tetraspanine agiscano come proteine scaffold, ancorando molteplici proteine ad un'area della membrana cellulare.
Le tetraspanine sono altamente conservate tra specie diverse. Alcune tetraspanine possiedono:
- sul dominio EC2/LEL (long extracellular loop) una N-glicosilazione;
- sul motivo CXXC del loro dominio transmembrana una palmitoilazione.[3]

Ci sono 34 tetraspanine nei mammiferi, 33 delle quali identificate negli umani. Le tetraspanine mostrano numerose proprietà che sottolineano la loro importanza fisiologica ne:
- l'adesione cellulare;
- motilità;
- attivazione;
- proliferazione.

Esse contribuiscono tuttavia anche all'instaurarsi di condizioni patologiche come metastasi o infezioni virali.
Il ruolo delle tetraspanine nelle piastrine venne dimostrato nel modello murino con fenotipo sanguinante CD151- e TSSC6 deficiente, che dimostrava possedere un signaling insufficiente a livello dell'integrina principale della piastrina αIIbβ3, più specificamente nel cambiamento di conformazione "outside-in".
È stato ipotizzato che le tetraspanine interagiscano e possano regolare altri recettori delle piastrine.

## Lista delle Tetraspanine Umane
| Proteina | Gene    | Nome Secondario   |
| -------- | ------- | ----------------- |
| TSPAN1   | TSPAN1  | TSP-1             |
| TSPAN2   | TSPAN2  | TSP-2             |
| TSPAN3   | TSPAN3  | TSP-3             |
| TSPAN4   | TSPAN4  | TSP-4, NAG-2      |
| TSPAN5   | TSPAN5  | TSP-5             |
| TSPAN6   | TSPAN6  | TSP-6             |
| TSPAN7   | TSPAN7  | CD231/TALLA-1/A15 |
| TSPAN8   | TSPAN8  | CO-029            |
| TSPAN9   | TSPAN9  | NET-5             |
| TSPAN10  | TSPAN10 | OCULOSPANIN       |
| TSPAN11  | TSPAN11 | CD151-like        |
| TSPAN12  | TSPAN12 | NET-2             |
| TSPAN13  | TSPAN13 | NET-6             |
| TSPAN14  | TSPAN14 |                   |
| TSPAN15  | TSPAN15 | NET-7             |
| TSPAN16  | TSPAN16 | TM4-B             |
| TSPAN17  | TSPAN17 |                   |
| TSPAN18  | TSPAN18 |                   |
| TSPAN19  | TSPAN19 |                   |
| TSPAN20  | UPK1B   | UP1b, UPK1B       |
| TSPAN21  | TSPAN21 | UP1a, UPK1A       |
| TSPAN22  | PRPH2   | RDS, PRPH2        |
| TSPAN23  | TSPAN23 | ROM1              |
| TSPAN24  | CD151   | CD151             |
| TSPAN25  | CD53    | CD53              |
| TSPAN26  | CD37    | CD37              |
| TSPAN27  | CD82    | CD82              |
| TSPAN28  | CD81    | CD81              |
| TSPAN29  | CD9     | CD9               |
| TSPAN30  | CD63    | CD63              |
| TSPAN31  | TSPAN31 | SAS               |
| TSPAN32  | TSPAN32 | TSSC6             |
| TSPAN33  | TSPAN33 |                   |
| TSPAN34  | TSPAN34 |                   |

## Importanza nei vaccini contro i parassiti
Il verme schistosoma produce due tetraspanine: TSP-1 e TSP-2. Gli anticorpi TSP-2 si riscontrano in alcune persone che sembrano aver acquisito immunità all'infezione dello schistosoma (Schistosomiasis).